# Мерион
Мерион (на гръцки: Mηριόνης) в древногръцката митология е племенник на Идоменей и плава заедно с него до стените на Троя.
Според някои източници той е един от претендентите за ръката на Хубавата Елена. В „Илиада“ Мерион участва в битката за корабите и помага на Менелай да запази тялото на Патрокъл, а после взема участие в игрите по повод неговата смърт, където се отличава в стрелбата с лък.
Съгласно по-късна версия след войната Мерион попада в Сицилия.